# Myth & Roid
Myth & Roid — японская поп-группа, основанная Tom-H@ck (гитара, композитор, постановка) с участием нескольких вокалистов. Группа дебютировала в 2015 году с выпуском своего первого сингла «L.L.L». Музыка группы была представлена в различных аниме-сериалах, таких как: Overlord, BBK / BRNK, Saga of Tanya the Evil, Re: Zero — Starting Life in Another World, Made in Abyss: Retsujitsu no Ougonkyou
и Arknights: Perish in Frost

## История
Согласно официальному сайту группы, его название происходит от двух слов: «миф»(myth), представляющее прошлое, и «андроид»(&roid), представляющее будущее; группа надеется, что эти два аспекта позволят создать «новый мир».
Группа дебютировала с Mayu в роли вокалистки в 2015 году, выпустив свой первый сингл «L.L.L»; эндинг для телевизионного аниме-сериала «Повелитель», выпущенного в 2015 году. Максимально сингл достиг 29-й строчки на еженедельных графиках Oricon и достиг рейтинга № 3 в рейтингах скачивания японской iTunes.
Второй сингл группы «Anger / Anger» был выпущен 24 февраля 2016 года; трек используется в качестве эндинга для телевизионного аниме-сериала 2016 года — BBK / BRNK. Максимально сингл достиг 82-й строчки на еженедельных графиках Oricon. Третий сингл группы «Styx Helix» был выпущен 25 мая 2016 года, песня используется в качестве первого эндинга для телевизионного аниме-сериала 2016 года, Re: Zero — Жизнь с нуля в альтернативном мире, и песня «Straight Bet» используется как эндинг для 7-го эпизода. Четвёртый сингл группы «Paradisus-Paradoxum» был выпущен 24 августа 2016 года; песня используется в качестве второго опенинга для Re: Zero — Жизнь с нуля в альтернативном мире, а песня «The Theater D» используется в качестве эндинга для 14-го эпизода. Пятый сингл «Jingo Jungle» был выпущен 8 февраля 2017 года; песня используется как опенинг для телевизионного аниме-сериала 2017 года «Saga of Tanya the Evil». Группа также исполнила тематические песни для двух театральных фильмов Overlord, выпущенных в 2017 году.
В 2017 году KIHOW присоединилась к группе после того как её нашёл Tom-H@ck. В прошлом живя за границей, она способна петь как на английском, так и на японском. Способная свободно менять свой стиль пения, её голос известен как «радужный голос».
24 апреля 2017 года вышел первый альбом группы «eYe’s».
В ноябре 2017 года было объявлено, что вокалист Mayu покидает группу, чтобы продолжить сольную карьеру.
18 декабря 2017 года был объявлен 6-й сингл 「HYDRA」, а лицо KIHOW было показано как часть обложки альбома.
Группа дебютировала с KIHOW в роли вокалистки в 2018 году с выпуском 「HYDRA」; трек используется как эндинг к телевизионному аниме-сериалу 2018 года Overlord II.
В июле того же года вышло аниме Overlord III, опенингом которой послужила песня VORACITY.
В октябре 2019 выходит аниме «Этот герой неуязвим, но очень осторожен», опенингом к которой стала песня TIT FOR TAT.
В декабре 2019 года было объявлено, что группа выпустит сингл под названием «Forever Lost»; песня будет использована в качестве эндинга фильма «Созданный в Бездне».
В июле 2022 вышло аниме Made in Abyss: Retsujitsu no Ougonkyou, эндингом к которой стала песня 「Endless Embrace」.
В октябре 2024 начался выпуск аниме Re:Zero kara Hajimeru Isekai Seikatsu 3rd Season, эндингом к которому стала песня Nox Lux.